# Sapeornis chaoyangensis

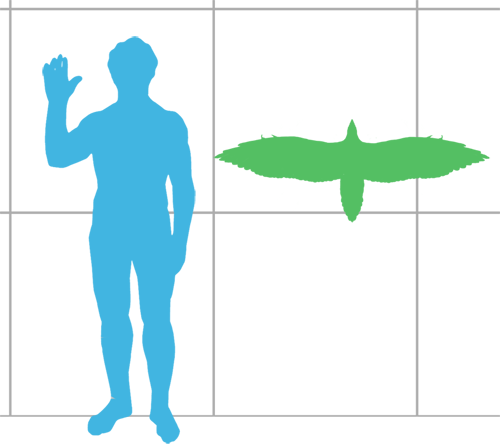
Порівняння розмірів людини і Sapeornis

Sapeornis chaoyangensis — вид викопних птахів родини Omnivoropterygidae.
Птах жив в ранній крейді (близько 130–120 мільйонів років тому) в Східній Азії. Довжина тіла близько 30-33 см. Його викопні залишки були знайдені в Китаї (у провінції Ляонін).
У нього було багато зубів на щелепах і кігті на передніх лапах, як і в інших ранніх птахів..